# Мета його життя
«Мета його життя» (рос. «Цель его жизни») — радянський чорно-білий художній фільм-драма 1957 року, знятий режисером Анатолієм Рибаковим на кіностудії «Мосфільм».

## Сюжет
Олексій Костров, досвідчений військовий льотчик, Герой Радянського Союзу, мріє випробувати нові реактивні машини. Однак його постійні прохання не приносять успіху. Кострову необхідний досвід роботи на далеких трасах. І він їде працювати на один із степових аеродромів. У Москві Костров залишає свою дружину Ніну, не знаючи, що вона вагітна. Одного разу під час чергового польоту Костров самовільно змінює маршрут літака, щоб розшукати зниклу геологічну партію. Льотчику вдається врятувати людей. Але начальник аеродрому, формаліст Селіванов, оголошує Кострову догану. Раптова звістка про народження у Ніни мертвої дитини приводить Олексія в Москву. Він знову вирушає на аеродром, де випробовують нові машини. Наполегливість Кострова підкуповує досвідченого льотчика-випробувача Ануфрієва. З його допомогою Костров спочатку стає пілотом літака Як-12, що перевозить деталі з заводів, а незабаром замінює льотчика, який загинув під час випробувального польоту. Костров береться за виконання все складніших завдань, допомагаючи конструкторам удосконалювати реактивні літаки. Ніна стривожена за чоловіка, що займається важкою і небезпечною роботою. Одного разу літак Кострова вирушає в політ без попередньої перевірки. У цьому винен все той же Селіванов, який перебрався в центральне управління. Він квапить льотчиків з закінченням випробувань, розраховуючи на велику премію. У повітрі літак спалахує. Костров наказує екіпажу покинути машину. З великими труднощами Олексію вдається збити полум'я і посадити літак.

## У ролях
- Всеволод Сафонов — Олексій Костров, випробувач
- Людмила Шагалова — Ніна Кострова
- Марк Бернес — Іван Максимович Ануфрієв, льотчик (вокал — «Пісня пілотів»)
- Андрій Абрикосов — Роман Олександрович Азаров
- Володимир Ємельянов — Селіванов
- Софія Фадєєва — Антоніна Кузьмівна
- Анатолій Чемодуров — Сотников
- Петро Савін — Петро Васильович Гапоненко
- Хорен Абрамян — Саакян
- Євген Тетерін — Рум'янцев
- Костянтин Свєтлов — Вінницький
- Юрій Кротенко — Женя Бєлкін
- Пров Садовський — Федя Басов
- Іван Кузнецов — Семен Петрович, начальник відділу кадрів
- Володимир Гуляєв — льотчик
- Михайло Бочаров — льотчик
- Михайло Новохіжин — льотчик
- Станіслав Корєнєв — синоптик
- Олександр Баранов — начальник геологічної партії
- Еммануїл Геллер — провідний інженер
- Леонід Чубаров — Козлик, старшина міліції
- Володимир Піцек — Володимир Андрійович
- Ельдар Рязанов — льотчик, майор морської авіації
- Євген Новиков — молодий льотчик, лейтенант
- Володимир Ферапонтов — молодий льотчик
- Михайло Глузський — диспетчер
- Юрій Кірєєв — льотчик
- В'ячеслав Кутаков — льотчик
- В'ячеслав Лещов — продавець квасу
- Олена Єгорова — сусідка Ніни
- Анатолій Єлісєєв — епізод
- Лідія Генель-Аблова — Серафима Василівна
- Іраїда Солдатова — епізод

## Знімальна група
- Режисер — Анатолій Рибаков
- Сценаристи — Вадим Іванов, Андрій Меркулов
- Оператор — Віктор Домбровський
- Композитор — Володимир Юровський
- Художник — Олексій Уткін